# عنایت‌الله تورنگ
عنایت‌الله تورنگ (زادهٔ ۱۳۳۵ در آمل) نماینده حوزه انتخابیه آمل در دورهٔ پنجم مجلس شورای اسلامی بوده‌است. وی همچنین از سال ۱۳۸۶ تا ۱۳۹۰ ریاست سازمان جهاد کشاورزی مازندران را بر عهده داشت.